# 유명인

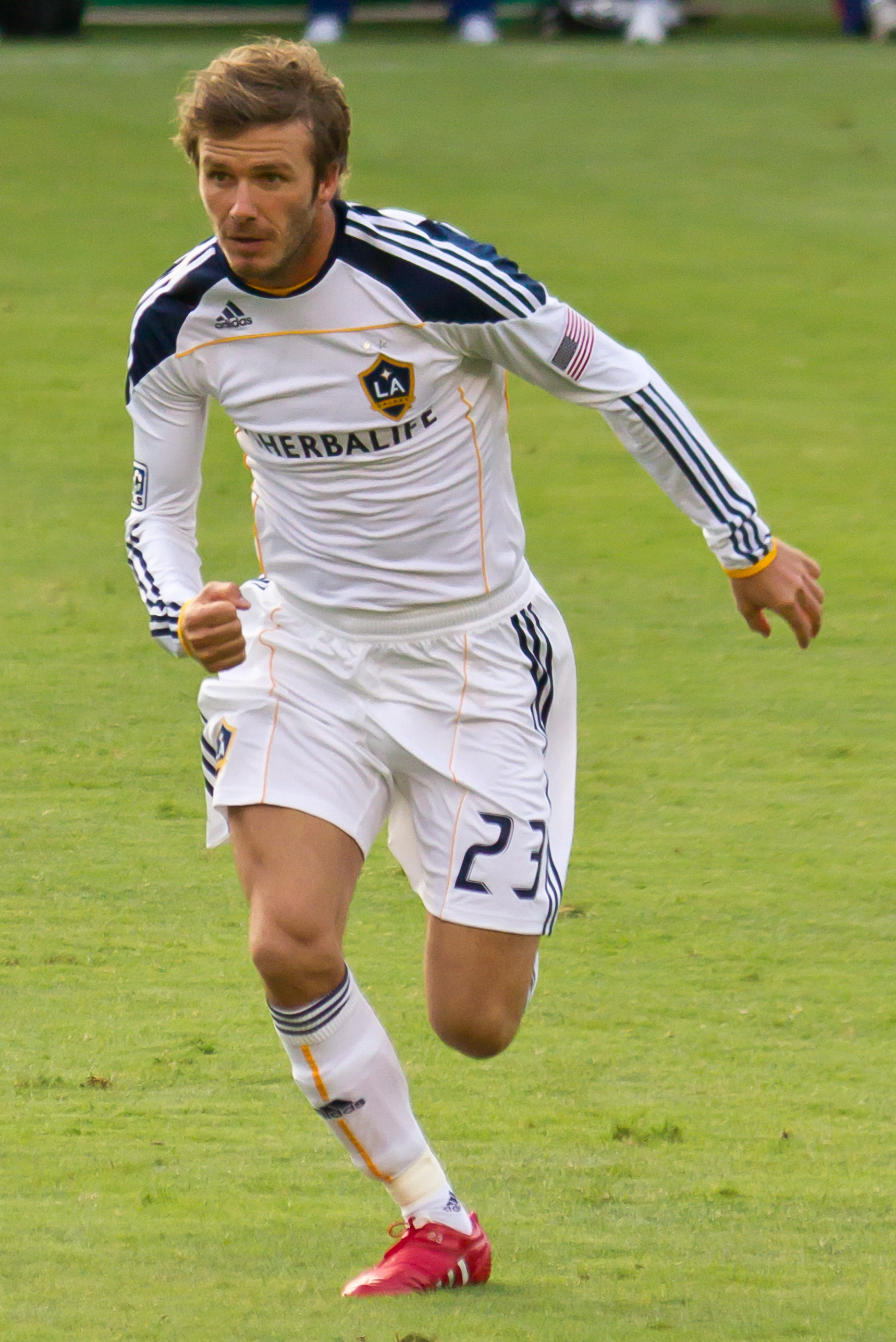
잉글랜드 프로 축구 선수 데이비드 베컴은 맨체스터 유나이티드, 레알 마드리드, 로스앤젤레스 갤럭시, 파리 생제르맹 FC에서 모든 우승 경력을 가지고 있고, 잉글랜드 축구 국가대표팀 아웃 필드 선수로는 거의 모든 기록을 가지고있다.

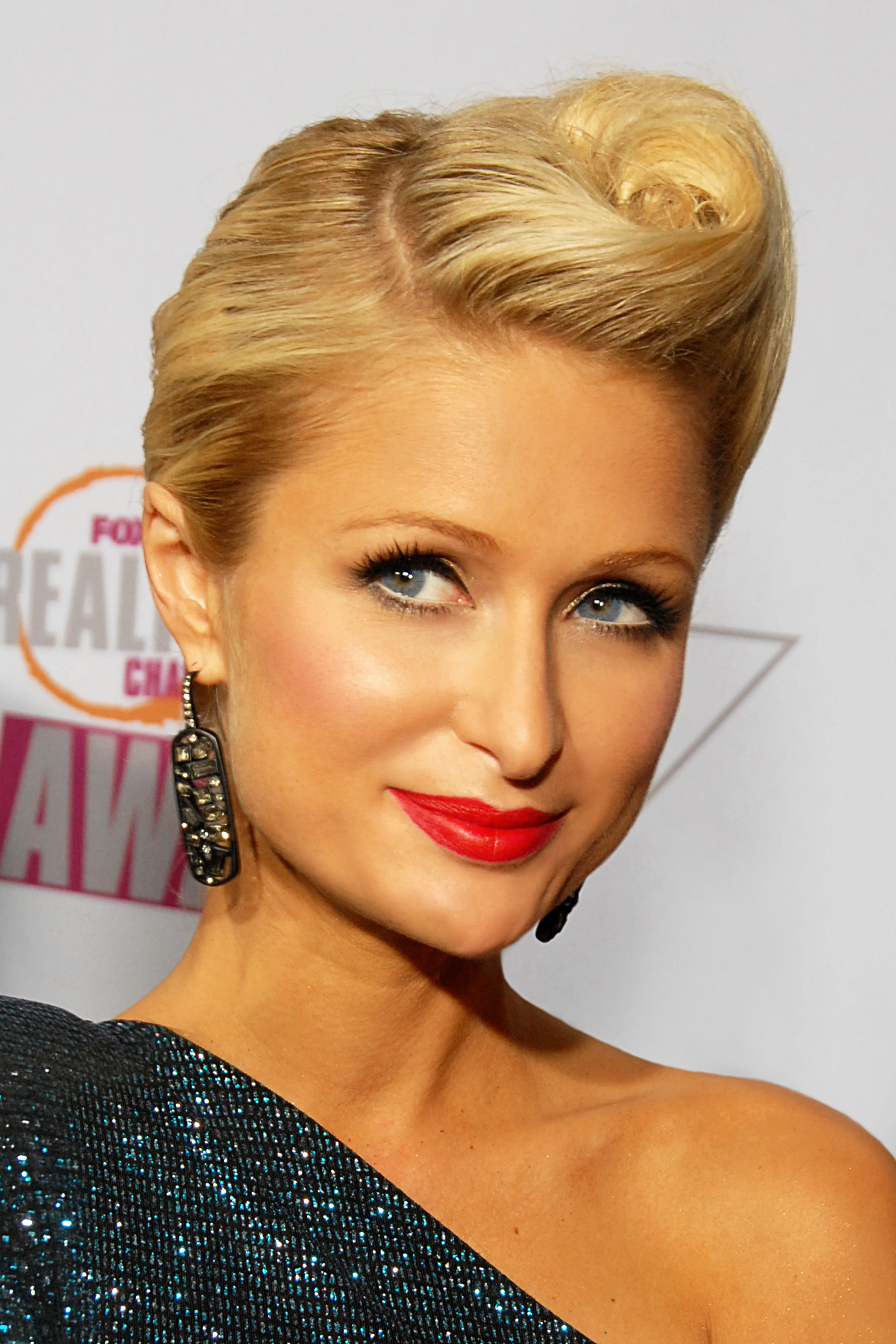
미국의 사교계 명사 패리스 힐튼은 "유명한 것으로 유명하다"라는 단어를 현대에 알린 유명인의 전형적인 예이다.

유명인(有名人) 또는 셀러브리티(영어: Celebrity, 줄여서 셀럽(Celeb))은 대중 매체의 주목으로 인해 개인 또는 집단이 얻는 명성과 폭넓은 대중적 인지도를 뜻한다. 이 용어는 유명한 개인을 지칭하는 데도 사용된다. 개인은 막대한 부, 스포츠 또는 연예 산업 참여, 정치적 인물로서의 지위, 또는 다른 유명인과의 연관성을 통해 유명인 지위를 얻을 수 있다. '유명인'은 일반적으로 '유명한' 또는 '주목할 만한' 같은 중립적인 표현이나 '악명 높은'과 같은 부정적인 표현과 달리, 호의적인 대중 이미지를 의미한다.
스포츠나 연예인 분야에서 다양한 경력은 대부분 유명인사의 명성과 관련된다. 스포츠와 연예 이 두 분야에서는 세계적으로 가장 대표적인 두 명의 유명인을 만들어냈다.
사람은 대부분 특정 분야(주로 스포츠와 연예 관련 분야)에서 성공적인 경력으로 유명인으로서의 명성을 얻을 수 있지만, 이와 다르게 자신의 부를 과시하는 사치스러운 생활과 엄청난 재산 공개로 언론의 관심을 끄는 사교계 명사들, 심지어 잘 알려진 범죄와 같이 악행을 저지르며 유명해진 사람들, 유명인들과 관련된 친척, 가족 등도 명성을 얻을 수 있다. 유명인은 지역의 범위에 따라 달라질 수 있는데, 세계적인 유명인으로는 팝 스타와 배우 그리고 스포츠 스타가 있고, 특정한 국가의 유명인으로는 미국의 할리우드 배우, 오스트레일리아의 럭비 선수, 지역적의 유명인으로는 지방 텔레비전 뉴스 앵커 등을 예로 들 수 있다.

## 역사
영국의 역사가 그레그 제너는 2020년 그의 저서 『데드 페이머스: 유명인의 예상치 못한 역사』에서 유명인을 다음과 같이 정의했다.
유명인(명사): 언론 보도를 통해 대중에게 널리 알려진 고유한 인물로, 그들의 삶은 극적인 오락으로 대중에게 소비되며, 그들의 상업적 브랜드는 그들의 인기를 이용하는 사람들에게, 그리고 어쩌면 그들 자신에게도 이익이 된다.

그의 책의 부제는 "청동기 시대부터 은막까지"이며, "아주 최근까지 사회학자들은 유명인이 불과 100여 년 전 초기 할리우드의 깜빡이는 불빛 속에서 탄생했다고 주장했다"는 사실과 일부 중세 성인들이 유명인에 해당할 수 있다는 제안에도 불구하고, 제너는 가장 초기의 유명인이 1700년대 초에 살았으며 그의 첫 번째 예시는 헨리 새셔버렐이었다고 주장한다. 시간이 지나면서 더 많은 유형의 대중 매체가 발명되면서 사람들이 유명해지는 방식이 확대됐다.

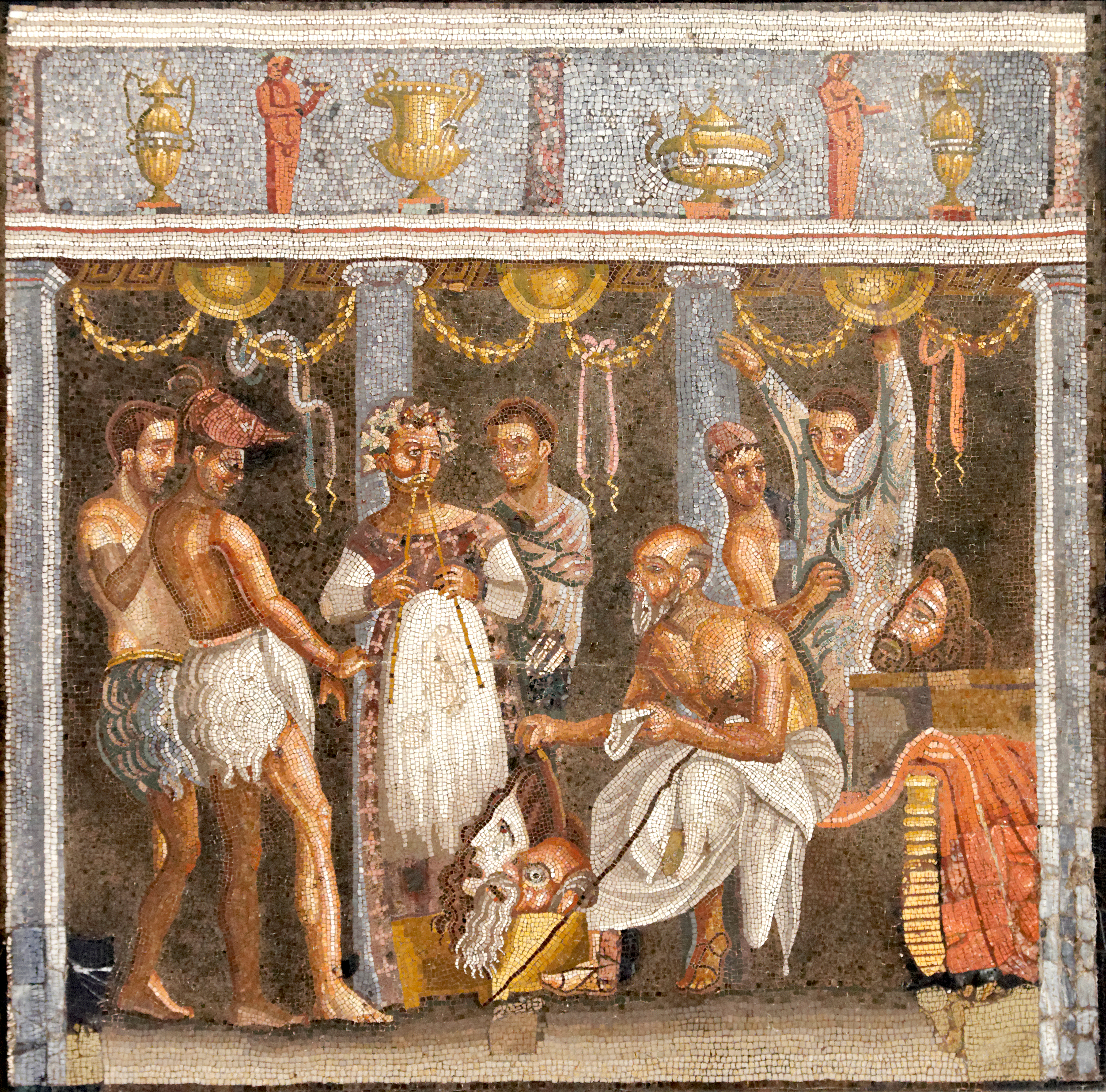
비극 시인의 집에서 온 코레고스와 극장 배우들, 폼페이, 이탈리아. 나폴리 국립 고고학 박물관.

고대 그리스의 선수들은 영웅으로 환영받았으며, 그들을 기리는 노래와 시가 쓰여졌고, 유명인 광고 모델을 찾는 사람들로부터 무료 음식과 선물을 받았다. 고대 로마 역시 배우들과 악명 높은 검투사들을 칭송했으며, 율리우스 카이사르는 생전에 자신의 얼굴이 새겨진 동전에 등장했다(이것은 전투 장면이나 신성한 혈통을 묘사하던 일반적인 관례에서 벗어난 것이었다).
12세기 초, 토머스 베켓은 살해된 후 유명해졌는데, 이는 사후 인기의 첫 번째 사례일 수 있다. 기독교 교회는 그를 순교자로 추앙했고, 몇 년 만에 그의 이미지와 삶의 장면들이 널리 퍼졌다. 종종 반복되는 패턴처럼, 폭발적인 인기로 시작된 것('마니아' 접미사가 자주 사용됨)은 오래 지속되는 명성으로 이어졌다. 그가 살해된 캔터베리 대성당으로의 순례는 즉시 유행했고, 그의 삶과 죽음에 대한 매혹은 연극과 영화에 영감을 주었다.

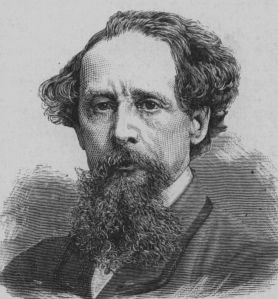
찰스 디킨스의 대중 강연에서 "사람들이 그의 공연에서 때때로 기절했다"는 반응은 현대의 팝스타의 반응과 비교되기도 했다.

(특히 서구에서의) 개인숭배는 18세기 낭만주의 시대까지 거슬러 올라가는데, 그 당시 예술가와 시인의 생계는 그들의 명성에 달려있었다. 바이런 경은 1812년 『차일드 해럴드의 편력』의 첫 두 칸토가 출판된 후 유명인사가 되었다. 그는 "어느 날 아침 잠에서 깨어나 유명해진 나를 발견했다"고 말했다. 맥건에 따르면, "그는 섭정시대 런던의 눈부신 세계에서 가장 빛나는 별이 되었다."
18세기와 19세기 런던과 파리처럼, 문화적 중심지를 설정하는 것이 명성을 얻는 데 중요해졌다. 신문들은 "가십" 칼럼을 포함하기 시작했고, 특정 클럽과 행사들은 홍보를 얻기 위해 눈에 띄는 장소가 되었다. 데이비드 로지는 찰스 디킨스를 "동시에 예술가이자 끊임없는 대중의 관심과 칭송의 대상이라는 강렬한 압박감을 느낀 최초의 작가"라고 불렀고, 줄리엣 존은 디킨스가 "대중 문화 시대의 최초의 자수성가한 글로벌 미디어 스타라고 불릴 만하다"는 주장을 지지했다.
연극 배우들은 종종 유명인사로 여겨졌다. 19세기 후반, 배우들이 모이는 극장 근처의 레스토랑들은 유명인 벽에 배우들의 캐리커처나 사진을 걸기 시작했다. 대중과 언론의 광범위한 관심을 받은 릴리 랭트리는 1881년 웨스트엔드 연극에 데뷔하여 런던에서 최초로 사교계 명사가 무대에 오르면서 센세이션을 일으켰다. 이듬해 그녀는 피어스 비누의 광고 모델이 되어 상업 제품을 광고한 최초의 유명인사가 되었다. 1895년, 시인이자 극작가인 오스카 와일드는 "최초의 유명인 재판" 중 하나의 대상이 되었다.
연예계 유명인의 또 다른 예시는 19세기 중반부터 시작된 음악 분야에서 나타났다. 음악 역사상 전례 없던 수많은 사람들이 1841년부터 시작된 리스트마니아라고 불리는 엄청난 팬들의 열광에 참여했다. 이는 현대 사회에서 팬들이 좋아하는 음악가들을 중심으로 보이는 행동의 토대가 되었다.

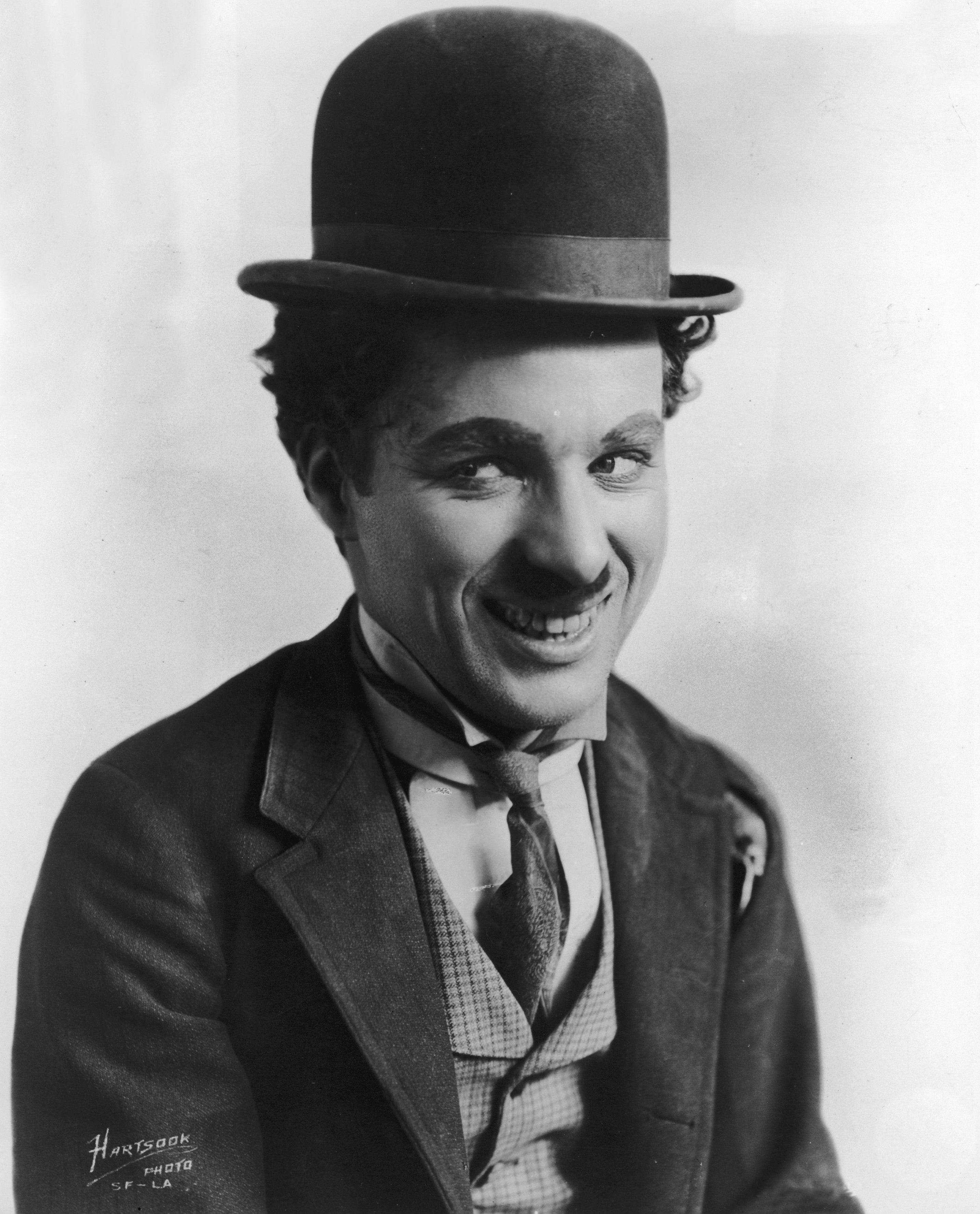
1915년 찰리 채플린이 방랑자로 분장한 모습.

영화 산업은 20세기 전반에 걸쳐 전 세계로 확산되어 최초의 영화 유명인사를 탄생시켰다. 그러나 유명인이라는 용어가 항상 영화 배우들과만 연관된 것은 아니었다. 특히 영화가 매체로 시작될 때 그러했다. 폴 맥도널드가 그의 저서 『더 스타 시스템: 할리우드의 인기 정체성 생산』에서 언급했듯이, "20세기 첫 10년 동안, 미국 영화 제작사들은 관객들의 요청에도 불구하고 배우들의 이름을 공개하지 않았는데, 이는 대중의 인지도가 배우들의 더 높은 출연료 요구로 이어질 것을 우려했기 때문이었다." 대중의 관심은 무비 스타들의 스크린 속 활약을 훨씬 뛰어넘어 그들의 사생활이 주요 뉴스가 되었다. 예를 들어, 할리우드에서는 엘리자베스 테일러의 결혼이, 볼리우드에서는 1950년대 라지 카푸르의 불륜이 그러했다. 그들 이전의 연극 배우들처럼, 영화 배우들은 영화 스튜디오 근처의, 특히 할리우드의 사르디스 레스토랑과 같은 그들이 자주 드나드는 식당의 유명인 벽의 대상이 되었다.

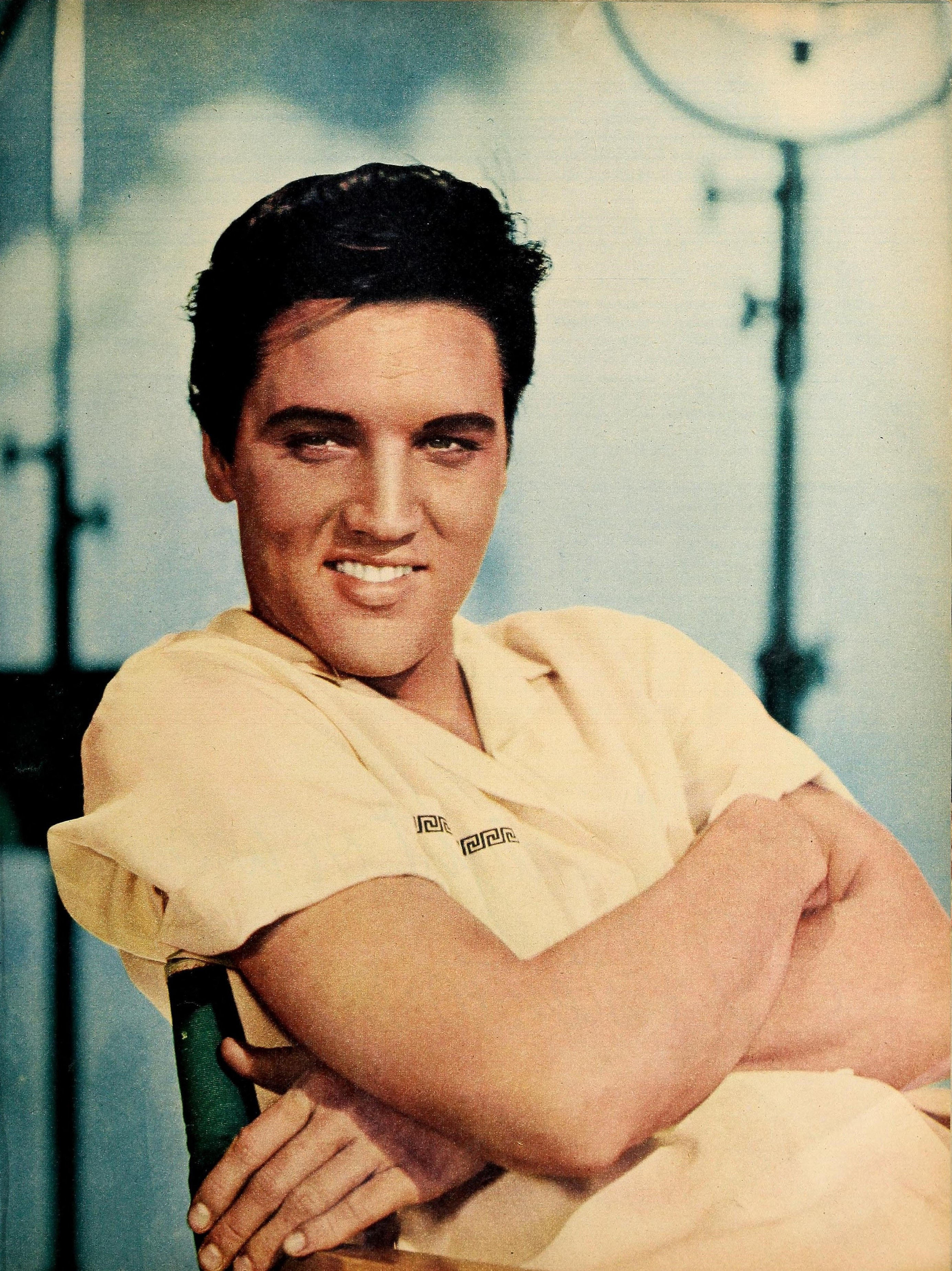
엘비스 프레슬리는 카리스마 넘치는 공연과 독특한 목소리로 음악 산업을 혁신한 가수이자 배우였다.

20세기 후반에는 텔레비전과 대중음악이 새로운 형태의 유명인을 탄생시켰다. 예를 들어 엘비스 프레슬리와 비틀즈로 대표되는 로큰롤 스타와 팝 그룹이 그러했다. 존 레논의 1966년 "우리는 이제 예수보다 더 유명하다"라는 매우 논란이 많았던 발언은, 나중에 그가 결코 자랑하거나 자신을 그리스도와 비교하는 것이 아니었다고 주장했지만, 명성이 가져다줄 수 있는 찬사와 악명을 동시에 보여주었다. 영화와 달리 텔레비전은 주로 배우가 아닌 유명인사를 탄생시켰다. 예를 들어, 진행자, 토크쇼 진행자, 뉴스 앵커 등이 그러했다. 그러나 이들 대부분은 특정 방송사가 도달하는 지역 내에서만 유명하며, 오프라 윈프리, 제리 스프링거, 데이비드 프로스트와 같은 소수만이 더 넓은 범위의 스타덤에 올랐다고 할 수 있다. 텔레비전은 또한 운동선수들에게 노출 기회를 제공했으며, 특히 1958년 FIFA 월드컵 이후 등장한 펠레가 그러했다. 가디언의 바니 로네이는 "확실한 것은 펠레가 이 경기를, 즉 개인적인 글로벌 스포츠 슈퍼스타라는 개념을 발명했고, 이제는 반복할 수 없는 방식으로 그것을 해냈다는 것이다"라고 언급했다.
60년대와 70년대 초, 출판 업계는 주요 유명인사들에게 자서전과 다른 제목의 책에 자신의 이름을 올리도록 설득하기 시작했으며, 이는 유명인 출판이라는 장르를 형성했다. 대부분의 경우 책은 유명인이 직접 쓴 것이 아니라 대필작가가 썼지만, 유명인은 북 투어와 토크쇼 출연에 참여할 수 있었다.

## 부

### 포브스 셀러브리티 100

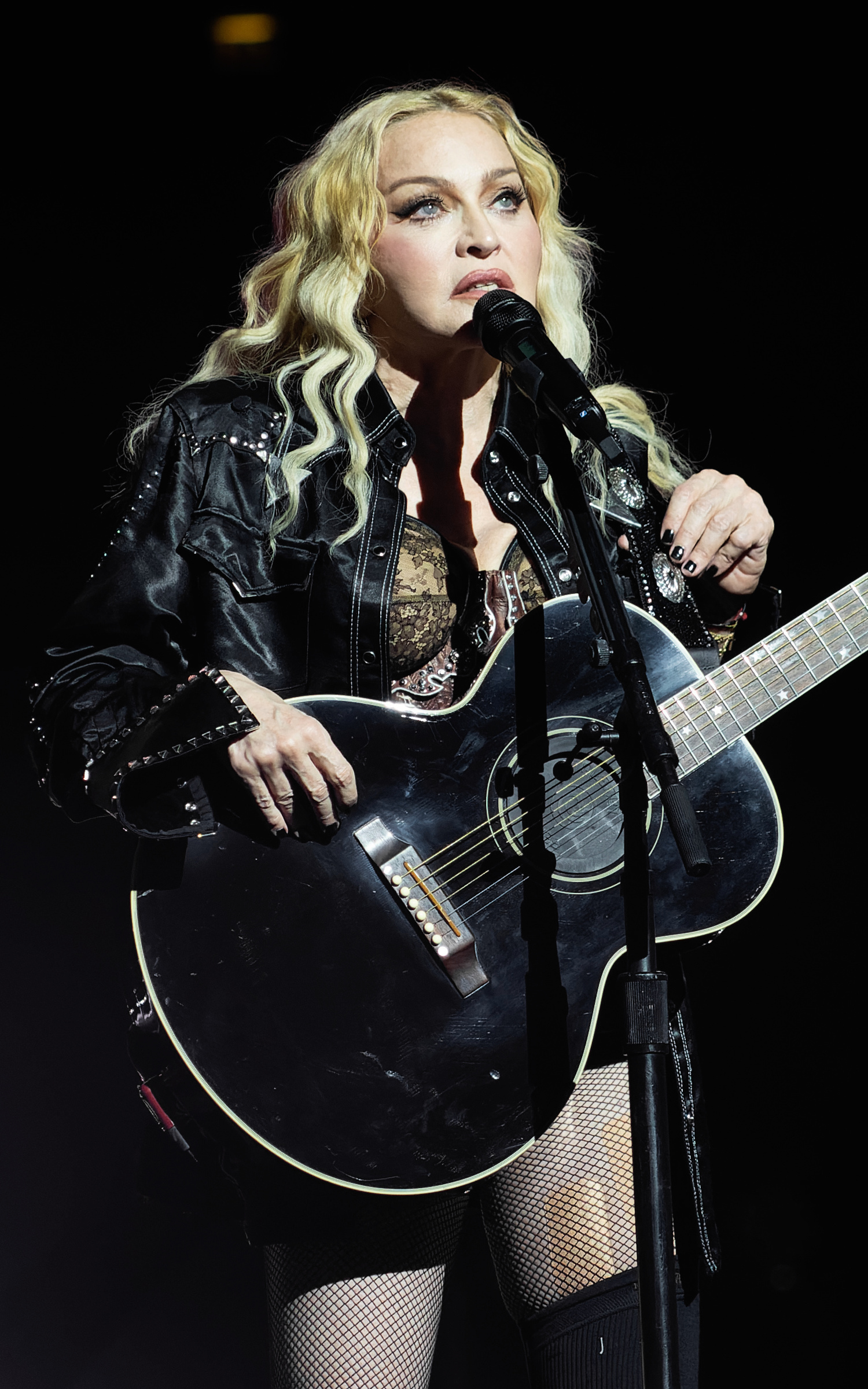
마돈나의 혁신적인 음악 경력과 사업 벤처는 그녀를 목록의 최상위에 유지했다.

포브스지는 매년 세계에서 가장 높은 수입을 올리는 유명인사들의 포브스 셀러브리티 100 목록을 발표한다. 2010년에만 상위 100명의 유명인사들이 벌어들인 총 수입은 45억 달러에 달했다.
예를 들어, 포브스는 미디어 거물이자 토크쇼 진행자인 오프라 윈프리를 "포브스지 선정 가장 영향력 있는 유명인 순위"에서 지난 한 해 동안 2억 9천만 달러를 벌어들인 최고 수입자로 선정했다. 포브스는 레이디 가가가 2010년에 9천만 달러 이상을 벌어들였다고 언급했다. 2011년에는 골프 선수 타이거 우즈가 7,400만 달러의 수입으로 최고 수입을 올린 선수 중 한 명이었으며, 그는 꾸준히 세계에서 가장 높은 수입을 올리는 운동선수 중 한 명으로 꼽힌다. 2013년 마돈나는 1억 2,500만 달러의 수입으로 그 해 가장 영향력 있는 유명인 5위이자 최고 수입을 올린 유명인으로 선정되었다. 그녀는 꾸준히 세계에서 가장 영향력 있고 최고 수입을 올리는 유명인 중 한 명이었으며, 2009년 포브스 셀러브리티 100에서 1억 1,000만 달러의 수입으로 3위를 차지했고, 2011년 판에서는 연간 수입 5,800만 달러로 10위를 차지했다. 비욘세 역시 2008년, 2009년, 2010년, 2013년, 2017년에 상위 10위 안에 들었으며, 2014년에는 1억 1,500만 달러의 수입으로 목록의 최상위를 차지했다. 2020년에는 크리스티아누 호날두에 이어 리오넬 메시가 팀 스포츠 선수로는 처음으로 경력 수입이 10억 달러를 넘어섰다.
포브스는 또한 사망한 유명인 중 가장 높은 수입을 올린 인물을 선정하는데, 가수 마이클 잭슨, 판타지 작가 J. R. R. 톨킨, 아동 작가 로알드 달은 각각 연간 5억 달러의 수입으로 이 연간 목록의 최상위를 차지했다.

### 기업가 정신과 광고

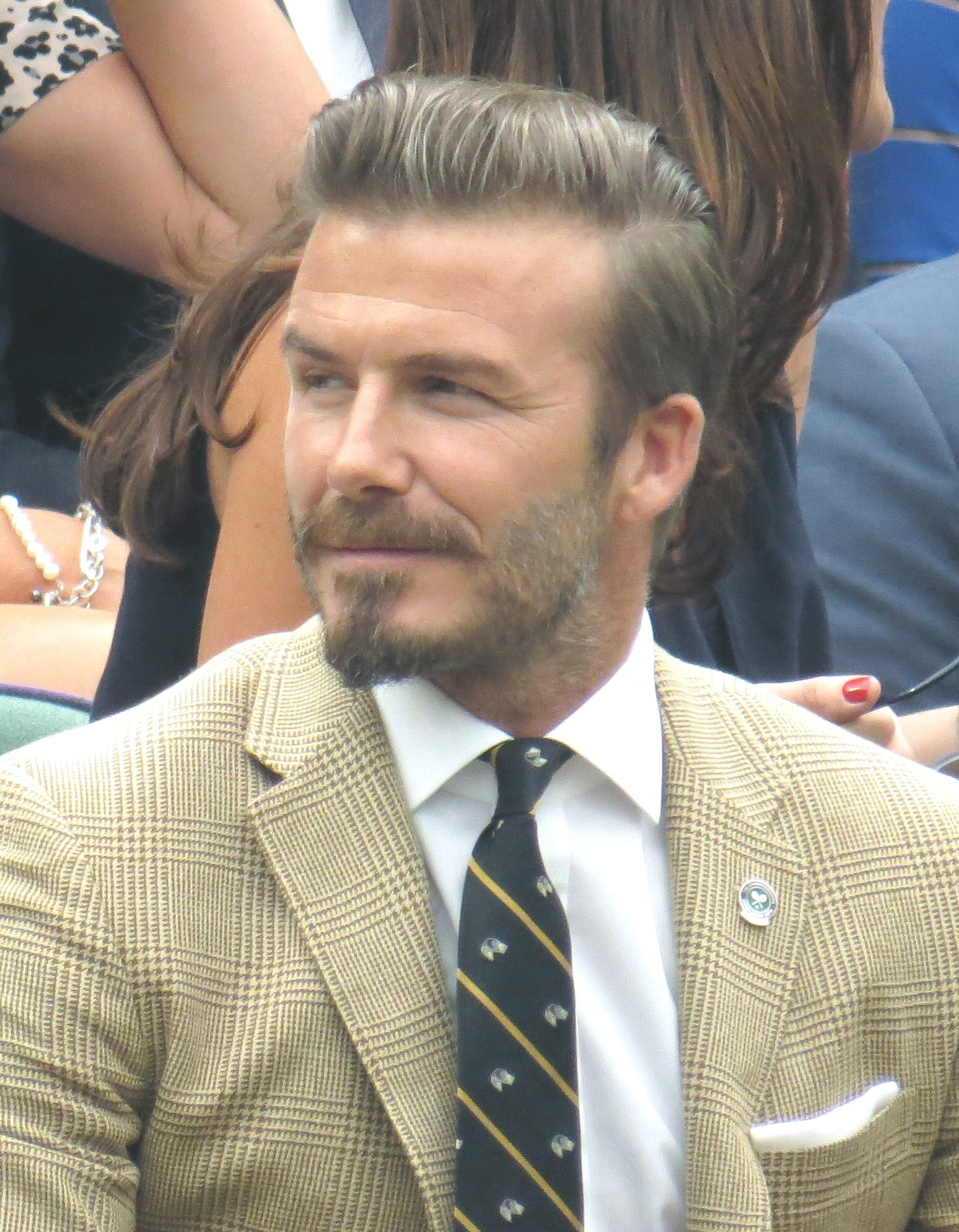
데이비드 베컴은 성공적인 기업가로, 메이저 리그 사커 팀 인터 마이애미 CF를 공동 소유하고 아디다스 및 H&M과 같은 브랜드와 고액의 광고 계약을 맺고 있다.

유명인 광고는 전 세계적으로 매우 성공적인 것으로 입증되었으며, 증가하는 소비주의로 인해 유명인이 광고하는 제품을 구매함으로써 "지위 상징"을 소유하게 된다. 유명인이 단순히 빠른 돈을 벌기 위해 자신의 이름을 제품 광고에 사용하는 것이 흔해졌지만, 일부 유명인들은 단순히 자신의 이름을 사용하는 것을 넘어 기업가 정신을 발휘하여 전통적인 유급 활동을 넘어 자신만의 비즈니스 브랜드를 구축함으로써 기업가가 되었다. 유급 임금을 성장하는 사업에 투자하는 것과 더불어, 여러 유명인들은 각자의 산업에서 혁신적인 비즈니스 리더가 되었다.
수많은 유명인들이 비즈니스 거물로 변신하여 빌 게이츠, 리처드 브랜슨, 워렌 버핏과 같은 유명 사업가들을 우상화하며 기업가로 자리매김했다. 예를 들어, 전 농구 선수 마이클 조던은 샬럿 밥캐츠의 소수 지분 투자 등 스포츠 관련 여러 사업에 참여하는 기업가가 되었고, 폴 뉴먼은 성공적인 연기 경력을 뒤로하고 자신만의 샐러드 드레싱 사업을 시작했으며, 랩 음악가 버드맨은 랩 아티스트로서의 경력을 유지하면서 자신만의 레코드 레이블, 의류 라인, 유정 (석유) 사업을 시작했다. 2014년, 데이비드 베컴은 2020년부터 경기를 시작한 새로운 메이저 리그 사커 팀 인터 마이애미 CF의 공동 소유주가 되었다. 브라질의 전 스트라이커이자 월드컵 우승자인 호나우두는 2018년 라리가 클럽 레알 바야돌리드의 대주주가 되었다. 타일러 페리, 조지 루카스, 스티븐 스필버그와 같은 다른 유명인들은 자신만의 영화 제작사를 설립하고 전통적인 활동을 넘어 자신만의 영화 스튜디오를 운영함으로써 성공적인 기업가가 되었다.

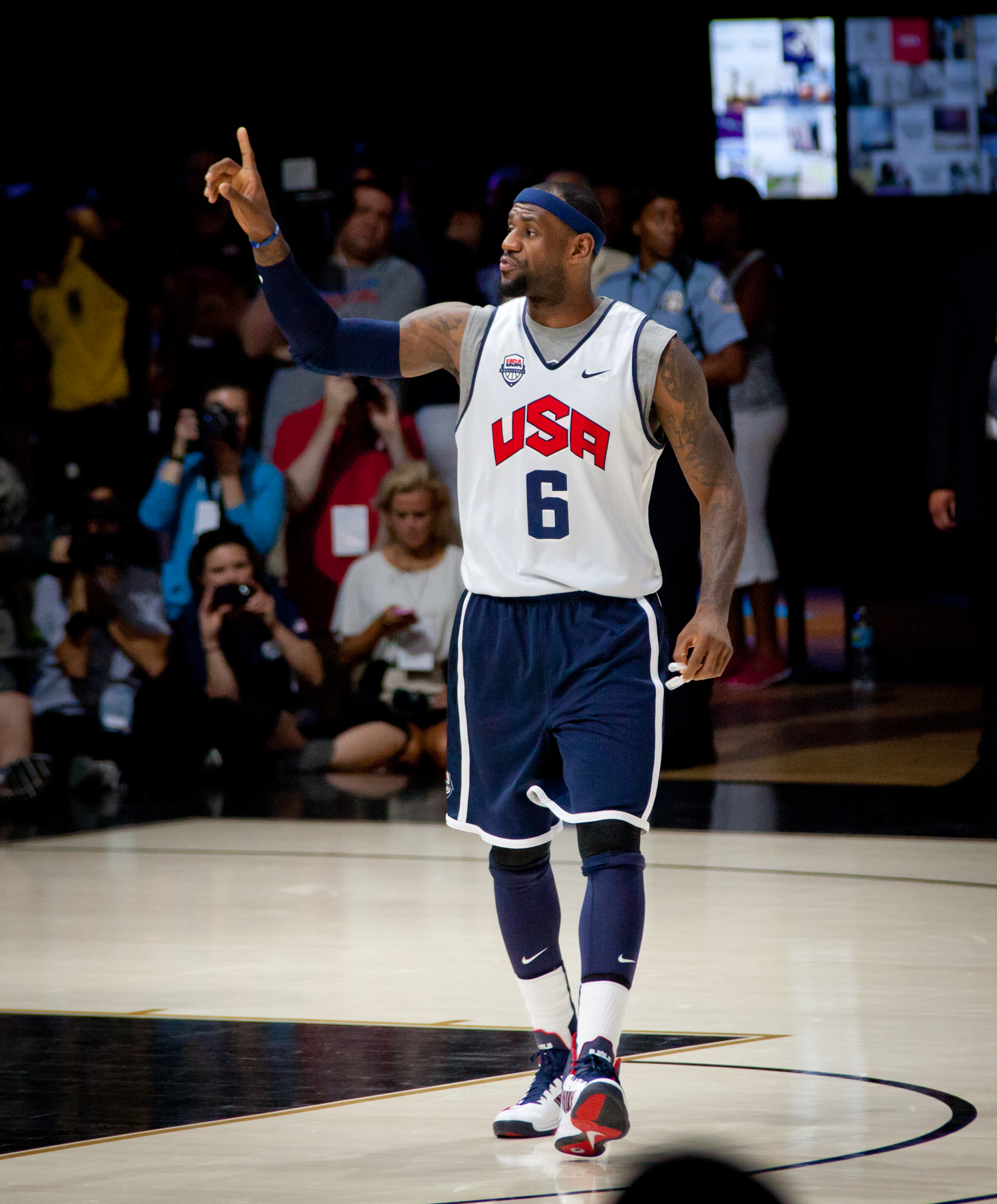
르브론 제임스는 AT&T, 코카콜라 컴퍼니, 크립토닷컴, 제너럴 모터스, 펩시코, 맥도날드, 나이키, 어퍼 덱 컴퍼니, 월마트, 스테이트팜과 광고 계약을 맺었다.

타블로이드 잡지와 토크 TV 쇼는 유명인에게 많은 관심을 쏟는다. 대중의 시선 속에 머물고 유급 노동 외에 부를 축적하기 위해, 수많은 유명인들이 애니메이션, 출판, 패션 디자인, 화장품, 소비자 가전, 가정용품 및 가전제품, 담배, 청량 음료 및 주류, 헤어 케어, 미용, 보석 디자인, 패스트푸드, 신용카드, 비디오 게임, 글쓰기, 장난감 등 다양한 사업 벤처와 광고에 참여하고 진출하기 시작했다.
이 외에도, 일부 유명인들은 스포츠 팀 소유, 패션 소매업, 레스토랑, 카페, 호텔, 카지노와 같은 시설, 영화관, 광고 및 이벤트 기획, 스포츠 매니지먼트와 같은 매니지먼트 관련 사업, 금융 서비스, 모델 에이전시, 인재 관리, 레코드 레이블, 영화 제작, 텔레비전 제작, 책 및 음악 출판, 마사지 치료, 미용실, 건강 및 피트니스, 부동산과 같은 사업 및 투자 관련 벤처에 참여했다.
일부 유명인들은 다양한 사업 벤처를 통해 추가적인 재정적 성공을 거두었지만, 대다수의 유명인들은 성공적인 사업가가 아니며 여전히 생계를 위해 유급 노동 임금에 의존한다. 모든 유명인들이 결국 자신의 사업과 다른 관련 부업에서 성공하는 것은 아니다. 일부 유명인들은 그러한 부업이나 광고에 손을 댔다가 파산하거나 파산 신청을 했다.

## 유명한 것으로 유명

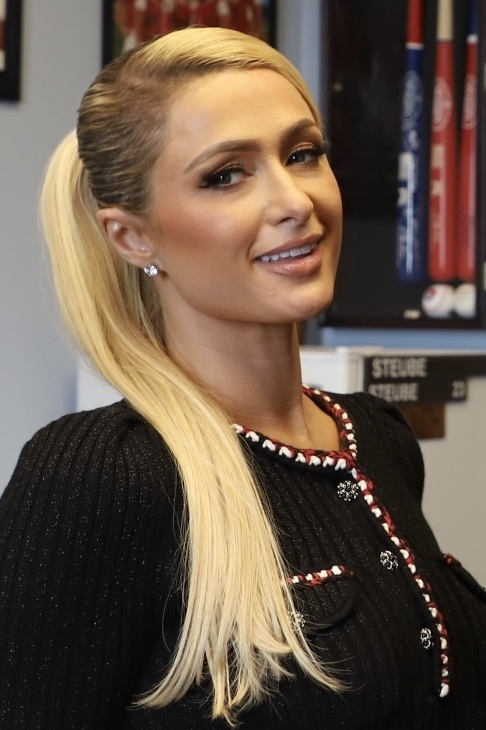
미국의 사교계 명사 패리스 힐튼은 흔히 "유명한 것으로 유명"하다고 묘사되는 유명인 중 한 명이다.

대중문화 용어에서 '유명한 것으로 유명하다'는 특별히 식별할 만한 이유 없이 유명인 지위를 얻거나, 다른 유명인과의 연관성을 통해 명성을 얻는 사람을 지칭한다. 이 용어는 대상이 특별한 재능이나 능력이 없음을 시사하는 멸칭이다. 영국 언론인 맬컴 머거리드가 자신의 저서 『마이크로폰을 통한 머거리드: BBC 라디오와 텔레비전』(1967) 서문에서 이 표현을 처음 사용한 것으로 알려져 있는데, 그는 다음과 같이 썼다.
과거에 누군가 유명하거나 악명이 높았다면, 그것은 작가나 배우, 범죄자로서 특정 재능이나 명성, 또는 혐오스러운 행위 때문이었다. 오늘날에는 유명하다는 것 자체로 유명해진다. 거리나 공공장소에서 누군가 자신을 알아봐 달라고 다가오면 거의 항상 "TV에서 봤어요!"라고 말한다.
'페임스크'와 '셀레부탕트'라는 조어 역시 비슷한 멸칭 의미를 지닌다.
이러한 변화는 실질적인 성과보다 피상적인 인정을 조장한다는 비판을 불러일으켰고, 현대 문화에서 명성과 성공이 어떻게 인식되는지에 대한 광범위한 변화를 반영한다.

## 대중 매체 현상

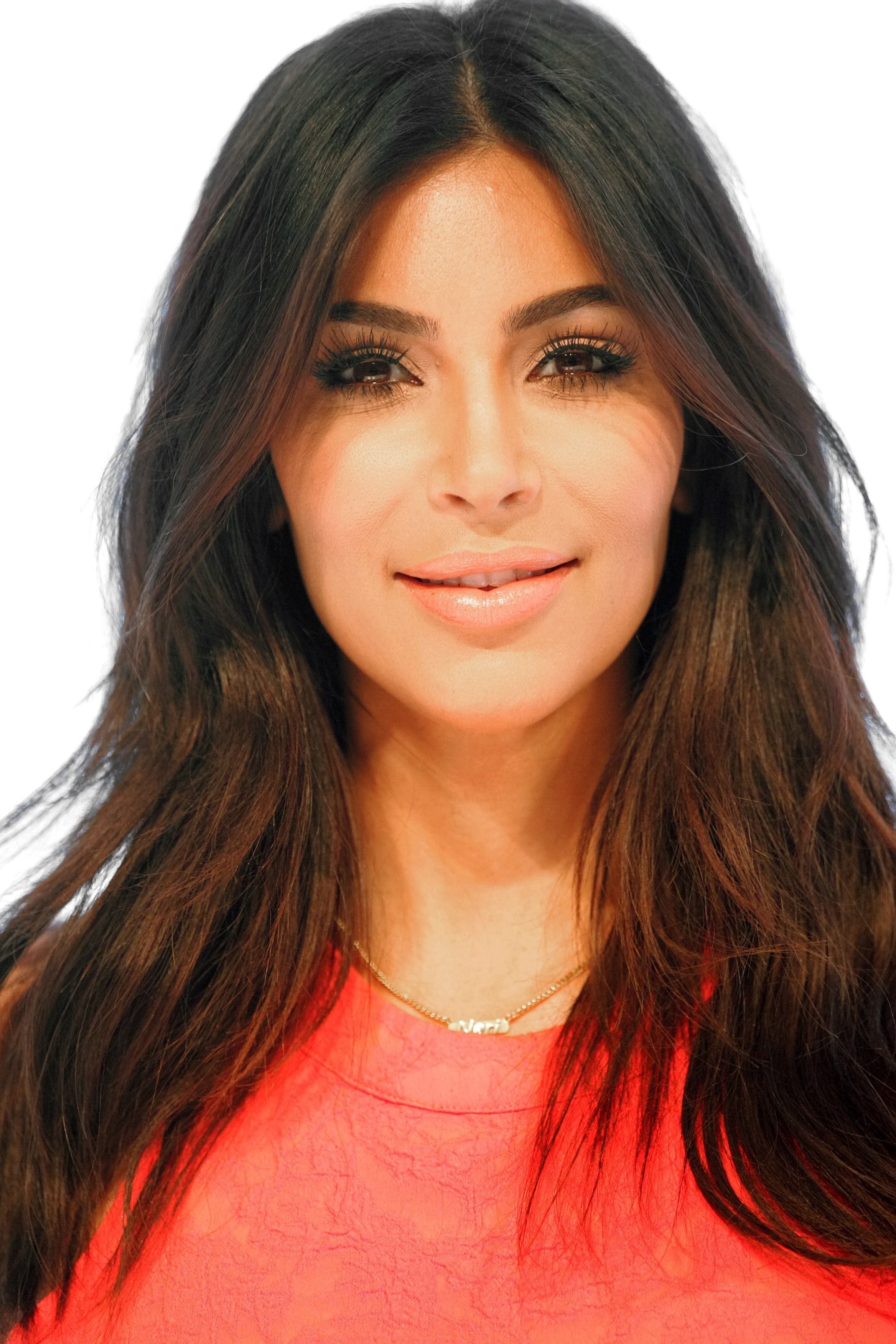
킴 카다시안은 리얼리티 TV와 소셜 미디어를 통해 명성을 얻었으며, 대중의 intense한 감시와 개인적인 어려움을 겪으면서 자신의 인지도를 강력한 브랜드로 전환했다.

대중 매체는 인지도를 증폭시키고 명성을 전 세계적으로 확장함으로써 유명인의 개념을 극적으로 변화시켰다. 텔레비전, 소셜 미디어, 리얼리티 TV의 등장으로, 개인들은 전통적인 재능뿐만 아니라 개인적인 삶과 온라인 존재를 통해서도 스타덤에 오를 수 있게 되었다. 이러한 높아진 가시성은 유명인의 삶의 모든 세부 사항이 끊임없는 미디어 보도의 대상이 되는 강렬한 대중의 감시를 동반한다. 유명인들은 종종 그 자체로 브랜드가 되어 트렌드와 소비자 행동에 영향을 미치면서 사생활 침해와 정신 건강 문제의 압박을 헤쳐나간다.
유명인들은 그들의 찬사에 대해 반감을 살 수 있으며, 대중은 유명인에 대해 사랑/증오 관계를 가질 수 있다. 유명인의 사생활이 고도로 노출되기 때문에, 그들의 성공과 단점은 종종 매우 공개적으로 드러난다. 유명인들은 상을 받을 때는 완벽함의 빛나는 예시로 묘사되기도 하고, 스캔들과 연루되면 퇴폐적이거나 부도덕한 인물로 묘사되기도 한다. 긍정적인 시선으로 볼 때, 유명인들은 종종 일반 사람들보다 뛰어난 기술과 능력을 가진 것으로 묘사된다. 예를 들어, 유명 배우들은 매우 짧은 시간 안에 역할을 촬영하는 데 필요한 새로운 기술을 습득하여, 그들을 훈련시킨 전문가들을 놀라게 하는 것으로 자주 찬사를 받는다. 마찬가지로, 정규 교육을 거의 받지 못한 일부 유명인들은 때때로 복잡한 문제에 대한 전문가로 묘사될 수 있다. 일부 유명인들은 자신들의 정치적 견해에 대해 매우 목소리를 높였다. 예를 들어, 맷 데이먼은 2008년 미국 부통령 후보였던 세라 페일린과 2011년 2011년 미국 부채 한도 위기에 대한 불만을 표명했다.

## 인터넷
인터넷 유명인으로도 알려져 있다.

### 소셜 네트워킹 및 비디오 호스팅

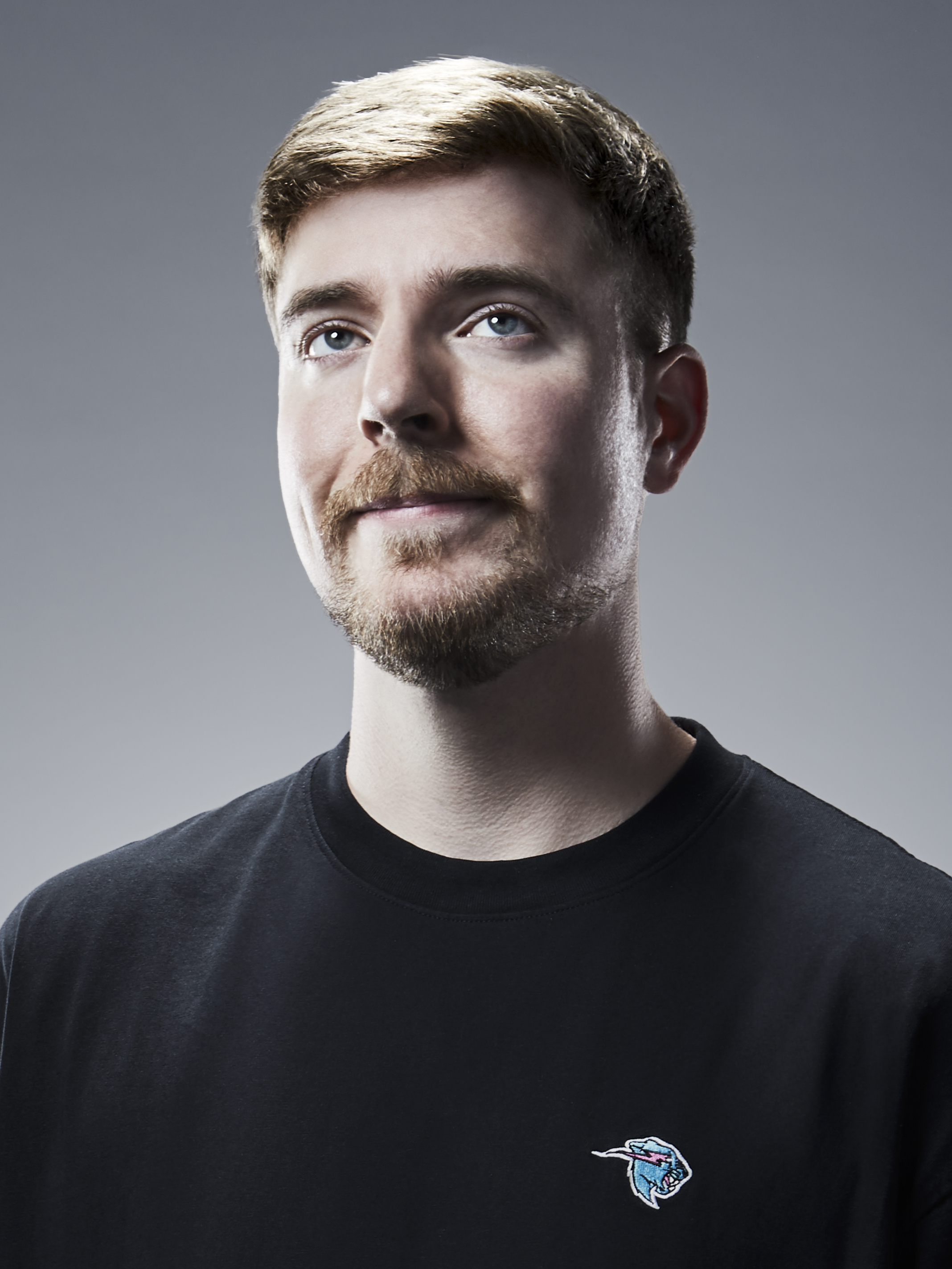
유튜버 MrBeast는 정교한 스턴트와 자선 활동으로 유명하다.

대부분의 유명인들은 소셜 네트워크 서비스와 유튜브, 트위터, 페이스북, 인스타그램, 스냅챗과 같은 사진 또는 비디오 호스팅 플랫폼에 참여한다. 소셜 네트워크 서비스는 유명인이 팬들과 직접 소통할 수 있게 해주며 "전통적인" 미디어를 제거한다. 소셜 미디어를 통해 연예계 및 스포츠 분야 외의 많은 사람들이 각자의 분야에서 유명인이 된다. 소셜 미디어는 어스 위클리와 피플 위클리와 같은 잡지의 성공에서 볼 수 있듯이 대중의 흥미를 유발하는 방식으로 유명인을 인간화한다. 유명인 블로깅은 블로깅뿐만 아니라 유명인들의 아웃팅으로도 유명한 페레스 힐턴과 같은 스타들을 탄생시켰다.
소셜 미디어와 스마트폰의 등장은 유명인이 다루어지는 방식과 사람들이 명성을 얻는 플랫폼을 변화시켰다. 트위터, 페이스북, 인스타그램, 유튜브와 같은 웹사이트는 사람들이 다른 방식으로 유명인이 될 수 있도록 한다. 예를 들어, 저스틴 비버는 노래하는 동영상을 유튜브에 올리면서 시작했다. 그의 팬들은 그의 콘텐츠를 통해 그와 직접 소통하고 여러 소셜 미디어 플랫폼에서 그와 상호 작용할 수 있었다. 인터넷은 앞서 언급했듯이 팬들이 좋아하는 유명인을 직접 만나지 않고도 그들과 소통할 수 있게 한다.
소셜 미디어 사이트들은 또한 틸라 테킬라와 같이 마이스페이스를 통해 유명해진 특정 유명인들의 명성에 기여했다.

### 아시아

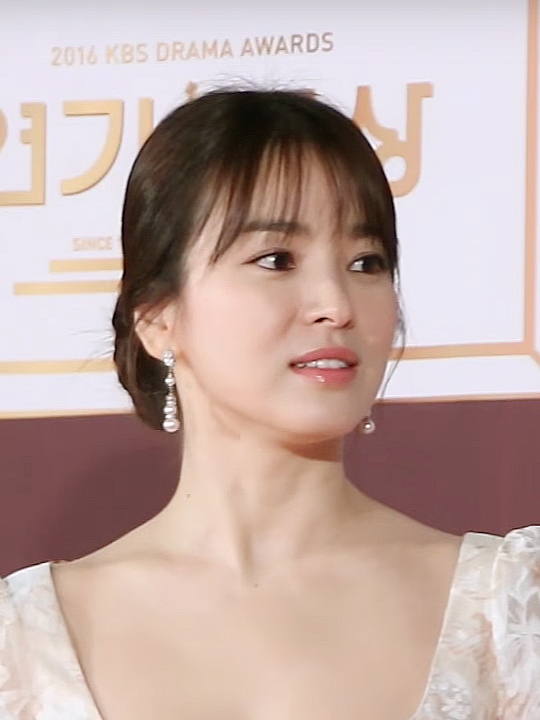
송혜교는 가을동화와 태양의 후예와 같은 명작 드라마의 역할로 유명한 한국의 유명 배우이다.

영국방송공사 보고서에 따르면 중국에는 왕훙이라는 아시아 인터넷 유명인들이 오랫동안 유행하고 있다. 영국방송공사에 따르면 중국에는 두 종류의 온라인 유명인이 있는데, 하나는 욕설 동영상으로 중국 당국에 정기적으로 검열되는 파피장과 같이 독창적인 콘텐츠를 만드는 사람들이고, 다른 하나는 중국판 아마존인 타오바오에서 의류 및 화장품 사업을 하는 왕훙들이다.

## 접근 제한
유명인에 대한 접근은 연예 매니저, 홍보 담당자, 탤런트 에이전트, 개인 비서, 경호원 등 유명인의 수행원들에 의해 엄격하게 통제된다. 언론인조차 인터뷰를 위해 유명인에게 접근하기 어려울 수 있다. 작가이자 배우인 마이클 머스토는 "주요 유명인과 이야기하려면 여러 단계를 거쳐야 한다. 행사 홍보 담당자, 영화 홍보 담당자, 그리고 유명인의 개인 홍보 담당자까지 세 가지 다른 홍보 담당자들을 통과해야 한다. 그들은 모두 당신을 승인해야 한다"고 말했다.
유명인들은 또한 스토킹과 같은 위협으로부터 자신과 소유물을 보호하기 위해 일반적으로 집이나 재산에 경비 인력을 배치한다.

## "15분 간의 명성"
"15분 간의 명성"은 짧은 기간 동안의 대중적 인기를 지칭하는 속어로 자주 사용된다. 특정 "15분 간의 명성" 유명인들은 A급 유명인과 함께 목격되는 일반인일 수 있으며, 때때로 E! 뉴스와 같은 연예 뉴스 채널에 보도된다. 이들은 종종 자신들이 하는 터무니없는 행동을 기반으로 유명인이 되는 평범한 사람들이다.
"실제로 많은 리얼리티 쇼 출연자들이 이 범주에 속한다. 그들이 TV에 나올 자격이 되는 유일한 것은 그들이 실제 인물이라는 점이다."

## 건강상의 영향

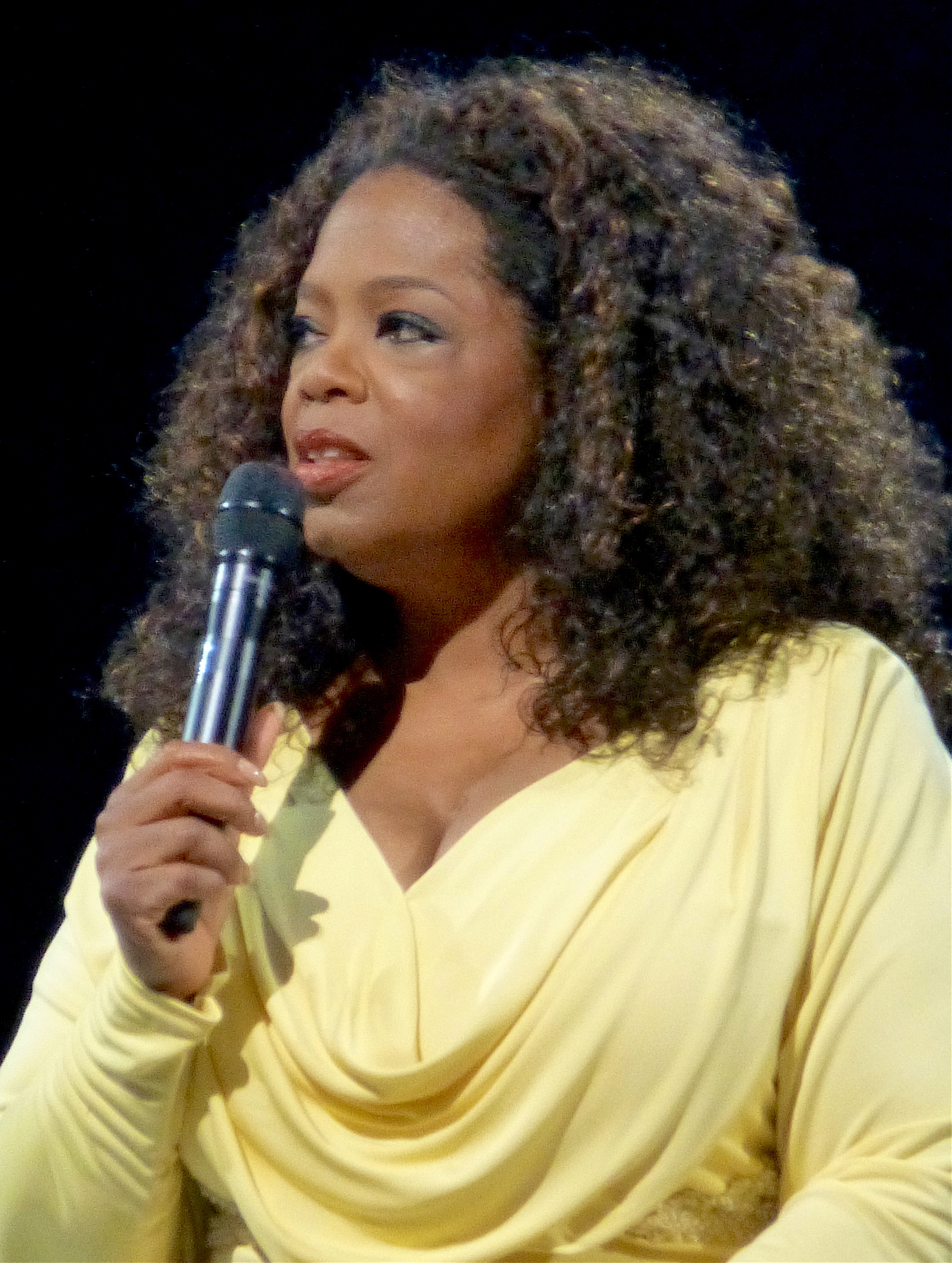
오프라 윈프리는 특히 오프라 윈프리 쇼와 다양한 미디어 벤처를 통해 건강 및 웰니스 조언으로 영향력을 행사하는 것으로 유명하다.

스토킹과 같은 일반적인 위협은 유명인 숭배 증후군을 낳았는데, 이는 개인이 유명인의 사생활에 지나치게 몰두하는 현상을 말한다. 심리학자들은 많은 사람들이 화려한 영화, 텔레비전, 스포츠, 음악 스타에 집착하지만, 사회 내 급여 불균형은 프로 운동선수와 연예 산업 기반 전문가들을 높이 평가하는 것처럼 보인다고 지적했다. 한 연구에 따르면 가수, 음악가, 배우, 운동선수는 작가, 작곡가, 학자, 정치인, 사업가보다 평균적으로 일찍 사망하며 암, 특히 폐암의 발생률이 더 높았다. 그러나 연구자들은 그 이유가 불분명하며, 위험 감수를 향한 천성적 경향뿐만 아니라 특정 유형의 명성으로 인한 압력이나 기회와 같은 이론들을 언급했다.
명성은 부정적인 심리적 영향을 미칠 수 있다. 이 주제에 대한 한 학술 연구는 명성이 탐닉적인 특성을 지니고 있다고 밝혔다. 시간이 지남에 따라 유명인의 명성이 줄어들면, 유명인은 심리적으로 적응하기 어려울 수 있다.
최근에는 유명인이 일반 대중의 건강 결정에 미치는 영향에 대한 관심이 증가하고 있다. 대중은 유명인의 건강 조언을 어느 정도 따를 것으로 여겨진다. 이는 유명인이 견고하고 증거에 기반한 건강 조언을 제공할 때 긍정적인 영향을 미칠 수 있지만, 건강 조언이 충분히 정확하지 않을 경우 해로운 영향을 미칠 수도 있다.

## 같이 보기
- 연예인
- 슈퍼스타

## 일반 및 인용 참고 자료
- Goldman, Jonathan (2011) Modernism Is the Literature of Celebrity. Austin: University of Texas Press, 2011. ISBN 978-0-292-72339-9.
- Grinin, Leonid (2009) "'People of Celebrity' as a New Social Stratum and Elite". In Hierarchy and Power in the History of Civilizations: Cultural Dimensions (pp. 183–206). Ed. by Leonid E. Grinin and Andrey V. Korotayev. Moscow: KRASAND/Editorial URSS, 2009.
- Miles, Barry (1997). 《Paul McCartney: Many Years from Now》. Henry Holt & Company. ISBN 978-0-436-28022-1.
- Schikel, Richard. Intimate Strangers: The Culture of Celebrity. New York: Doubleday, 1985. ISBN 0-385-12336-1.

## 추가 문헌
- Marcus, Sharon (2019). 《The Drama of Celebrity》 (최초의 "글로벌 슈퍼스타" 중 한 명인 사라 베르나르와 그녀의 명성에 대한 역사). Princeton, NJ: Princeton University Press. ISBN 9780691177595. OCLC 1059270781. 2019년 7월 29일에 확인함.